# 미요시시 (히로시마현)
미요시시(일본어: 三次市)는 일본 히로시마현 북부에 있는 시로, 히로시마현 북부의 중심 도시이다.

## 인구
| 연도                          | 인구   | ±%     |
| ----------------------------- | ------ | ------ |
| 1950                          | 93,411 | —      |
| 1955                          | 89,216 | −4.5%  |
| 1960                          | 83,030 | −6.9%  |
| 1965                          | 71,708 | −13.6% |
| 1970                          | 65,561 | −8.6%  |
| 1975                          | 64,190 | −2.1%  |
| 1980                          | 63,582 | −0.9%  |
| 1985                          | 64,089 | +0.8%  |
| 1990                          | 63,596 | −0.8%  |
| 1995                          | 62,910 | −1.1%  |
| 2000                          | 61,635 | −2.0%  |
| 2005                          | 59,314 | −3.8%  |
| 2010                          | 56,613 | −4.6%  |
| 2015                          | 53,615 | −5.3%  |
| 2020                          | 50,681 | −5.5%  |
| Miyoshi population statistics |        |        |

## 지리
주고쿠 지방의 거의 한가운데에 위치하고 북부에 주고쿠 산지를 올려다보고 남쪽에는 평탄한 농업 지대가 있다. 인접하는 쇼바라시와 함께 비호쿠 지방으로 불리는 현북 지역을 형성한다. 또 겨울에는 다량의 눈이 오는 폭설 지대이다.
고노강의 본류와 지류가 만나는 분지를 중심으로 한 지역이다. 하천의 합류로 여름부터 가을에 걸쳐 이 지방에서는 안개가 생기기 쉽고 현지에서는 안개의 마을로도 불리고 있다.

### 기후
| 미요시시의 기후                                              | 미요시시의 기후 | 미요시시의 기후 | 미요시시의 기후 | 미요시시의 기후 | 미요시시의 기후 | 미요시시의 기후 | 미요시시의 기후 | 미요시시의 기후 | 미요시시의 기후 | 미요시시의 기후 | 미요시시의 기후 | 미요시시의 기후 | 미요시시의 기후 |
| 월                                                           | 1월             | 2월             | 3월             | 4월             | 5월             | 6월             | 7월             | 8월             | 9월             | 10월            | 11월            | 12월            | 연간            |
| ------------------------------------------------------------ | --------------- | --------------- | --------------- | --------------- | --------------- | --------------- | --------------- | --------------- | --------------- | --------------- | --------------- | --------------- | --------------- |
| 역대 최고 기온 °C (°F)                                       | 16.6 (61.9)     | 21.1 (70.0)     | 24.8 (76.6)     | 31.1 (88.0)     | 33.3 (91.9)     | 35.2 (95.4)     | 37.9 (100.2)    | 37.8 (100.0)    | 36.9 (98.4)     | 30.4 (86.7)     | 25.7 (78.3)     | 18.9 (66.0)     | 37.9 (100.2)    |
| 일평균 최고 기온 °C (°F)                                     | 6.8 (44.2)      | 8.4 (47.1)      | 13.0 (55.4)     | 19.3 (66.7)     | 24.3 (75.7)     | 27.1 (80.8)     | 30.6 (87.1)     | 32.1 (89.8)     | 27.6 (81.7)     | 21.8 (71.2)     | 15.5 (59.9)     | 9.0 (48.2)      | 19.6 (67.3)     |
| 일일 평균 기온 °C (°F)                                       | 1.9 (35.4)      | 2.8 (37.0)      | 6.3 (43.3)      | 11.9 (53.4)     | 17.1 (62.8)     | 21.2 (70.2)     | 25.1 (77.2)     | 25.9 (78.6)     | 21.6 (70.9)     | 15.1 (59.2)     | 9.0 (48.2)      | 3.9 (39.0)      | 13.5 (56.3)     |
| 일평균 최저 기온 °C (°F)                                     | −1.4 (29.5)     | −1.3 (29.7)     | 0.9 (33.6)      | 5.2 (41.4)      | 10.7 (51.3)     | 16.4 (61.5)     | 21.0 (69.8)     | 21.6 (70.9)     | 17.3 (63.1)     | 10.6 (51.1)     | 4.7 (40.5)      | 0.5 (32.9)      | 8.9 (47.9)      |
| 역대 최저 기온 °C (°F)                                       | −10.8 (12.6)    | −12.5 (9.5)     | −7.5 (18.5)     | −3.6 (25.5)     | 0.2 (32.4)      | 7.2 (45.0)      | 10.7 (51.3)     | 13.2 (55.8)     | 5.7 (42.3)      | 0.5 (32.9)      | −2.3 (27.9)     | −10.2 (13.6)    | −12.5 (9.5)     |
| 평균 강수량 mm (인치)                                        | 74.2 (2.92)     | 73.0 (2.87)     | 103.5 (4.07)    | 104.4 (4.11)    | 135.8 (5.35)    | 186.1 (7.33)    | 245.5 (9.67)    | 141.9 (5.59)    | 162.5 (6.40)    | 94.3 (3.71)     | 68.8 (2.71)     | 83.9 (3.30)     | 1,467 (57.76)   |
| 평균 강수일수 (≥ 1.0 mm)                                     | 13.0            | 11.4            | 11.9            | 9.6             | 9.6             | 11.9            | 12.2            | 9.8             | 9.6             | 7.5             | 8.7             | 12.7            | 127.9           |
| 평균 월간 일조시간                                           | 85.7            | 105.7           | 149.0           | 177.6           | 198.9           | 146.7           | 158.8           | 187.6           | 140.6           | 134.4           | 105.5           | 82.0            | 1,675.1         |
| 출처: 일본 기상청 (평년값: 1991년~2020년, 극값: 1978년~현재) |                 |                 |                 |                 |                 |                 |                 |                 |                 |                 |                 |                 |                 |

## 역사
- 1954년 3월 31일 - 후타미군 도카이치정·미요시정 및 오와야촌·가미스기촌·고우치촌·사케가와촌·다코촌, 와다촌 등 8개 정·촌이 합병해 미요시시가 신설되었다.
- 1956년 9월 30일 - 후타미군 가와치촌을 편입하였다.
- 1958년 2월 11일 - 후타미군 가와니시촌을 편입하였다.
- 2004년 4월 1일 - 미요시시, 후타미군 기미타촌, 후노촌, 사쿠기촌, 기사정, 미라사카정, 미와정, 고누군 고누정 등 1시 4정 3촌이 신설 합병해 새로운 미요시시가 되었다.

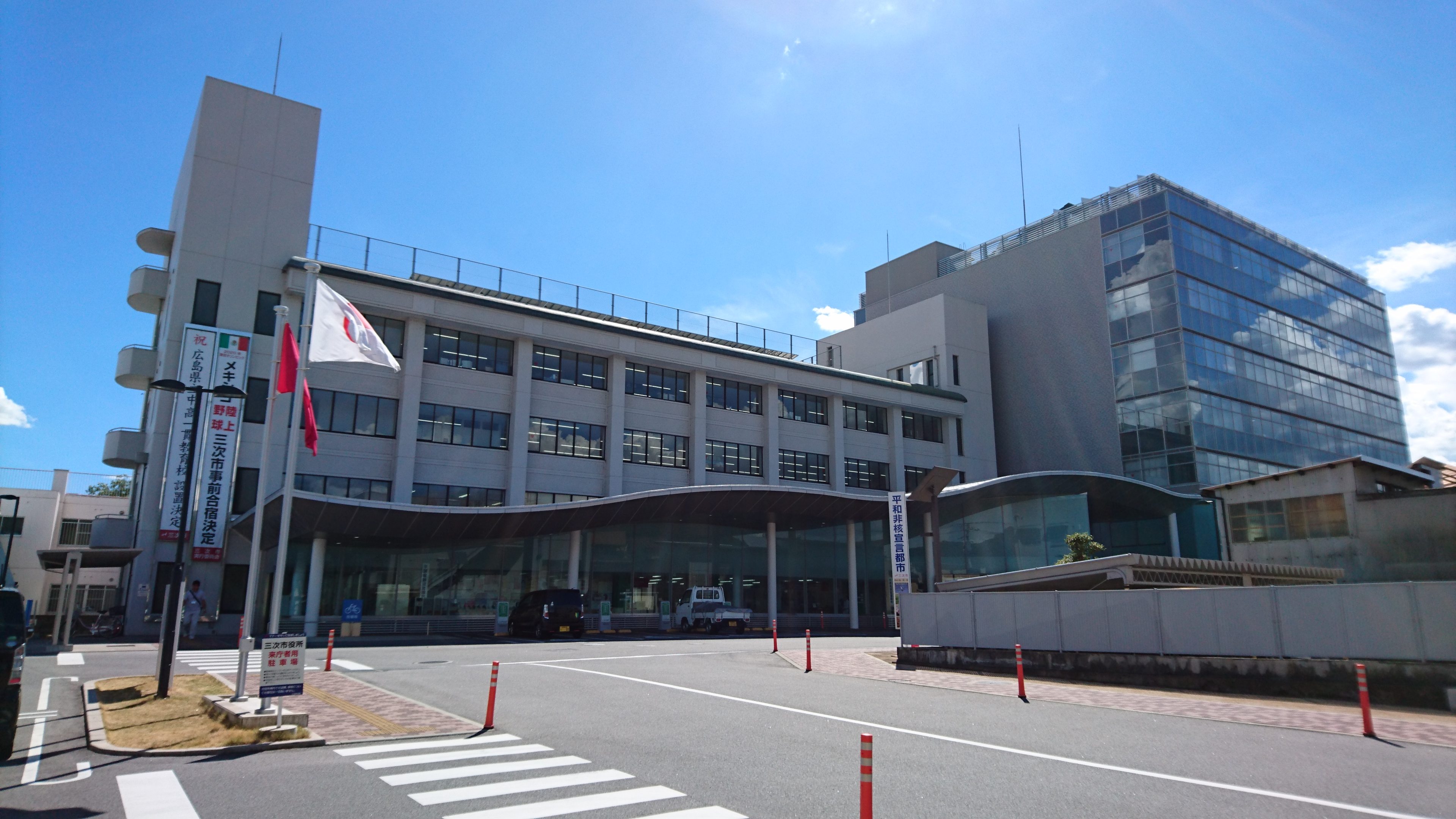
미요시시청

## 교통

### 철도
- 서일본 여객철도
  - 게이비선
  - 후쿠엔선
  - 산코선

### 도로
- 주고쿠 자동차도
- 오노미치 자동차도(일본어판)
- 마쓰에 자동차도(일본어판)
- 국도 제54호선
- 국도 제183호선
- 국도 제184호선
- 국도 제375호선 (일본)(일본어판)
- 국도 제433호선 (일본)(일본어판)
- 국도 제434호선 (일본)(일본어판)

## 자매 도시
- 중화인민공화국 쓰촨성 야안시 위청구
- 미국 조지아주 아메리쿠스
- 대한민국 경상남도 사천시